# Conflit tchado-libyen
Conflit tchado-libyen
Le conflit tchado-libyen est un conflit entre le Tchad et la Libye pour le contrôle de la bande d'Aozou entre 1978 et 1987, avec un soutien important de la France au premier (opération Manta puis opération Épervier). Prolongement de la première guerre civile tchadienne qui oppose tout d'abord le pouvoir central tchadien et les différents mouvements de rébellion, puis le pouvoir central et ses alliés rebelles aux rebelles soutenus par la Libye, elle voit la victoire finale d'Hissène Habré, rebelle tchadien porté au pouvoir durant le conflit, qui expulse les forces libyennes de Mouammar Kadhafi du territoire tchadien.

## Chronologie du conflit

### À l'origine: la première guerre civile tchadienne (1965-1979)
Le Tchad accède à l'indépendance en 1960, mais est en butte à de fortes tensions économiques et politiques entre la partie nord sahélienne et la moitié sud.
Ces tensions sont notamment un héritage de l'organisation du territoire héritée de la colonisation française du Tchad. La puissance coloniale favorise ainsi franchement la moitié sud du pays, productrice de coton réservé à l'exportation vers la métropole. À l'opposé, la partie nord du pays, au climat peu propice à l'exploitation du coton, intéresse peu la France, qui ne développe pas d'infrastructures de transport et installe une administration limitée (la région du BET reste sous administration militaire jusqu'à l'indépendance en 1960). À l'indépendance, le territoire tchadien est donc marqué par de fortes disparités économiques nord/sud qui viennent s'ajouter à des différences culturelles fortes entre les populations des différentes régions.
De plus, les populations du nord sont très peu représentées au gouvernement national. En effet, la partie nord du pays est scolarisée très tardivement par rapport aux régions du sud : il n'y a pas de réels efforts de la part de la métropole pour installer des écoles avant 1945. En 1960, la scolarisation de la partie nord du pays reste encore très lacunaire. Il en résulte une inégalité de formation qui favorise les populations du sud numériquement mieux formées et donc plus apte à fournir les administrateurs et dirigeants politiques.
Enfin, à partir de 1963, le président François Tombalbaye adopte un mode de gouvernement tribaliste en écartant les responsables originaires des régions du nord du pays au sein du gouvernement, de l'administration et du parti progressiste tchadien.
En octobre 1965, une série d'insurrections éclatent dans la préfecture du Mangalmé, suivie en 1966 de la BET. Le pouvoir central est incapable de mettre un terme à la rébellion et fait appel à l'aide militaire française en novembre 1968 puis en 1968-1971. En 1975, un coup d'état militaire renverse le président François Tombalbaye et met au pouvoir le colonel Félix Malloum. De fait depuis 1972, l'armée gouvernementale est chassée de ses positions dans le nord du pays et l'état n'a plus aucun contrôle sur la préfecture du BET.

### Intervention libyenne dans le conflit (1973-1977) et volonté de stabilisation
Dès 1966, la Libye, voisin nord du Tchad soutient les rebelles du Conseil de commandement des Forces armées du Nord (en) (CCFAN). Le roi Idris Ier laisse s'installer des bases arrière rebelles en territoire libyen. Cependant l'ingérence libyenne dans les affaires tchadiennes prennent une autre tournure avec l'arrivée au pouvoir de Mouammar Kadhafi en 1969.
Ce dernier accentue son soutien au CCFAN en leur fournissant armement et bases arrière en Libye et se propose au même moment comme médiateur dans la guerre civile au président François Tombalbaye. Le dirigeant libyen revendique en contrepartie :
- l'évacuation du corps de 310 formateurs militaires français permanent (garantis en vertu des accords de coopération signés avec la France à l'indépendance du Tchad en 1960)

- la rupture des relations entre le Tchad et Israël et le renvoi des conseillers israéliens présents au Tchad

- la création d'une université arabe à Ndjaména

- la création d'un organisme de gestion commune des ressources à la frontière tchado-libyenne.

Le président François Tombalbaye accède partiellement à ces requêtes dans le cadre d'un accord d'amitié Tchad-Libye signé en 1973. Le Tchad rompt ses relations avec l'État d'Israël et se rapproche des pays de la Ligue Arabe, mais Tombalbaye refuse d'abandonner l'aide militaire française. 
À l'été 1973, la Libye pénètre et occupe militairement le territoire tchadien au niveau de la bande d'Aozou, dont elle revendique la possession. La bande d'Aozou est unilatéralement annexée et administrativement rattachée à Koufra. Ses habitants reçoivent des cartes d'identité libyenne et bénéficient de distributions gratuites de vaccin et de vivres.
Cette annexion ne suscite pas de réaction de la part du président François Tombalbaye, ce qui laisse supposer une possible entente entre les deux chefs d'État, l'armée tchadienne ne parvenant de toute façon pas à reprendre les régions du nord aux rebelles.
Kadhafi se pose également en médiateur dans la guerre civile tchadienne, prenant sous son aile Goukouni Oueddei, s'opposant à l'autre chef rebelle Hissène Habré, qu'il qualifie de « viscéralement anti-arabe ». Ainsi, en prenant Aozou en 1973, Kadhafi en profite pour expulser les forces d'Habré qui occupent la ville. Les tensions préexistantes entre Habré et son lieutenant Goukouni Oueddei s'accentuent et en 1976 les CCFAN se divisent entre les forces armées du nord (FAN) pro-Habré et les forces armées populaires (FAP) de Goukouni Oueddei. À partir de ce moment Goukouni Oueddei apparaît comme le principal leader rebelle anti-gouvernemental et, en 1978, rallie à son parti les groupes du FROLINAT. En avril 1976, la Libye soutient une tentative d’assassinat du président tchadien Félix Malloum. La même année, des troupes libyennes réalisent des incursions dans le centre du pays, avec les forces du Front de libération nationale du Tchad (FROLINAT) de Goukouni Oueddei.
L'aide libyenne à Goukouni Oueddei s’accroît et, en 1977, Félix Malloum et Hissène Habré s’allient contre les rebelles pro-libyens. Soutenu par les « volontaires » de la « Légion islamique » créée par Kadhafi, et parvenu au pouvoir en 1979, Oueddei annonce en janvier 1981 la fusion entre le Tchad et la Libye. Cela résulte de plusieurs initiatives libyennes avortées de fusion avec ses voisins dans un horizon d'union panarabe (projets de fusion avec l'Égypte en 1973, avec la Tunisie en 1974 et avec l'Algérie en 1975). Cependant, les divers groupes constituant le FROLINAT s'opposent à la décision de Oueddei et de Kadhafi, et le projet est abandonné.

### L'escalade internationale (1978-1983)
Une certaine collaboration se développe, dans le contexte de la guerre civile tchadienne, entre la France et la Libye, Georges Pompidou tentant d'associer Kadhafi à la stabilisation du conflit. Kadhafi joue par la suite un rôle de médiateur dans la libération de l'otage française Françoise Claustre, enlevée par les hommes d'Hissène Habré.
Valéry Giscard d'Estaing, dans un premier temps, suit la politique de son prédécesseur et cherche à associer la Libye dans la négociation du conflit en préconisant une « solution africaine ». Il soutient ainsi les appels à la concorde lancés par le général Félix Malloum.
Cependant, devant le manque de coopération du colonel Kadhafi, il tente de marginaliser la Libye, en jouant la réconciliation entre le pouvoir central tchadien et l'aile anti-libyenne de la rébellion, dirigée par Hissène Habré. Kadhafi, de son côté, dénonce la « trahison » de la France.
En effet, en février 1978, les forces de Goukouni, largement soutenues par l'aviation, l'artillerie et les blindés libyens lancent une grande offensive dans le sud du pays avec pour objectif N'Djaména. Les forces gouvernementales sont déjà durement éprouvées après la désastreuse année de 1977, qui a vu la perte de Faya-Largeau, dernier bastion tenu par l'armée nationale tchadienne dans le nord du pays. Aussi Malloum fait-il appel à la France, qui devant la situation critique des troupes de Malloum, déclenche l'opération Tacaud, menée par des éléments de la 9e Brigade d'Infanterie de Marine. Les troupes françaises repoussent les forces de Kadhafi-Oueddei autour d'Ati, à 430 km au nord de N'Djaména, mais refusent par la suite d'aider les forces gouvernementales à reconquérir le nord du pays.
S'ensuit un accord de cessez-le-feu signé le 27 mars 1978 entre le FROLINAT et les FAP (en), qui conduit à une réunion en juillet de la même année à Tripoli, incluant également le parti du général Malloum. Ces négociations visent à former un gouvernement d'union nationale, mais les négociations échouent devant le refus de Malloum d'abandonner la coopération militaire avec la France.
Ainsi, en août 1978, Malloum et Habré s'entendent pour former un gouvernement d'union nationale, avec Malloum comme président et Habré comme premier ministre, avec pour projet de rédiger une nouvelle constitution. Cependant, le nouveau gouvernement se retrouve rapidement bloqué par la réémergence des vieilles rivalités. En effet, aucune décision ne peut être prise sans l'accord conjoint du premier ministre et du président. Ce blocage ajouté à la difficile cohabitation des troupes du FAN et des troupes gouvernementales qui provoque plusieurs accrochages à N'Djaména crée de vives tensions.
Ainsi un incident mineur met le feu aux poudres le 12 février 1979, et se meut dans la capitale tchadienne en une bataille ouverte entre les deux anciens alliés. La situation empire à partir du 19 février quand le FROLINAT de Oueddei entre dans la ville pour prêter main-forte aux FAN. Devant l'inaction des troupes françaises présentes, l'armée nationale tchadienne préfère abandonner la capitale.
Une nouvelle conférence de paix est finalement réunie à Kano, au Nigeria, qui conduit à la signature des accords de Lagos du 21 août 1979. Ces accords imposent la formation d'un nouveau gouvernement d'unité nationale et de transition (GUNT) tricéphale avec Goukouni Oueddei pour président ; le militaire Wadel Abdelkader Kamougué, successeur du général Malloum démissionnaire comme vice-président ; et Hissène Habré comme ministre de la défense. Cet accord entérine également le retrait des troupes françaises du Tchad, qui doivent être remplacées par un contingent africain issu de l'Organisation de l'unité africaine. Le retrait libyen, inattendu à l'époque s'explique par le fait que Kadhafi brigue la présidence de l'OUA pour l'année 1982, et veut donc éviter une nouvelle provocation à l'égard de la communauté internationale.
Cependant, ce second gouvernement d'union nationale échoue pour les mêmes raisons que le premier. Le 22 mars 1980, des accrochages entre les FAN d'Habré et les FAP d'Oueddeï dégénèrent en bataille qui déchire une nouvelle fois la capitale. La population fuit massivement la ville. On compte 200 000 réfugiés tchadiens dans la ville camerounaise de Kousseri, située à une vingtaine de kilomètres de N'Djaména. Les combats se généralisant à tout le pays, Oueddeï fait à nouveau appel au colonel Kadhafi, qui fait intervenir aviation, artillerie lourde et blindés depuis la base libyenne d'Aozou. En décembre, les forces d'Habré sont mises en déroute et se réfugient au Darfour, mais refusent d'abandonner leur combat. Après l'échec de l'union tchado-libyenne promue par Oueddeï, les forces de Kadhafi se retirent dans la bande d'Aozou et sont remplacées par un contingent international de l'organisation de l'unité africaine.
Habré profite du retrait libyen pour lancer une nouvelle offensive. Le 19 novembre, il reprend la ville d'Abéché et le 7 juin il reprend N'Djaména malgré une forte résistance des troupes du GUNT et l'interposition du contingent de l'OUA. Goukouni replie ses forces dans le Tibesti.
En 1981 et 1982, la rébellion de Hissène Habré est assistée par le corps de mercenaires de Bob Denard, financé par l'Afrique du Sud.
Le 21 juin 1983, les forces coalisées du Gouvernement d'Union nationale de transition  (GUNT) loyales à Oueddei, précédant d'importantes unités des forces armées libyennes, franchissent la frontière tchadienne et se lancent à travers le désert. Leur objectif : N'Djaména, la capitale d'un État déchiré par vingt années de guerre civile.
L'opération Manta débute le 10 août 1983, par l’envoi de 314 parachutistes français à N'Djaména , à la demande du président Hissène Habré, après l'intervention des forces libyennes aux côtés des partisans de Goukouni Oueddei dans le nord du Tchad. Elle a pour vocation à empêcher l’ingérence libyenne. Cette opération mène au partage du pays en deux, à hauteur du 16e parallèle afin de séparer les belligérants tchadiens et libyens. Les troupes françaises ont pour objectif officiellement de former les forces nationales tchadiennes. En deux mois, le groupement comprend près de 3 000 hommes, appuyés par une vingtaine d'hélicoptères et une trentaine d'appareils de l'armée de l'air et de l'aéronautique navale, soutenus par les éléments d'assistance opérationnelle de République centrafricaine où s'était installée la base arrière. L'armée de l'air française effectue deux raids aérien sur la base aérienne d'Ouadi Doum les 16 février 1986 et le 7 janvier 1987.
Il s'agit alors du plus important dispositif déployé par la France à l'étranger depuis la fin de la guerre d'Algérie en 1962. Avec 158 militaires français morts au cours des différentes opérations dans ce pays depuis 1968 dont 93 « morts pour la France » depuis la fin des années 1960, le Tchad est, à égalité avec le Liban, au premier rang des pertes militaires françaises en opérations extérieures depuis 1963.

### La guerre des Toyota (1986-1987) et cessez-le-feu

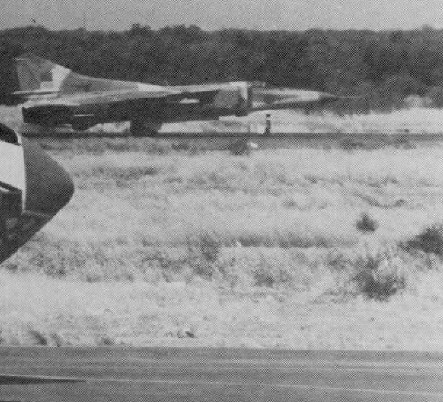
MiG-23MS de l'armée de l'air libyenne roulant sur la piste de la base aérienne de Faya-Largeau au Tchad au milieu des années 1980.

La guerre des Toyota est le nom communément donné à la dernière phase du conflit, entre 1986 et 1987, dans le nord du Tchad et à la frontière libyo-tchadienne. Ce nom provient des pick-ups Toyota utilisés comme technicals par les Tchadiens, comme le Toyota Hilux ou le Toyota Land Cruiser. Il en résulte une lourde défaite pour la Libye, qui, selon des sources américaines, a perdu un dixième de son armée et plus de 1,5 milliard de dollars américains d'équipement militaire (soit 3 milliards de $ valeur 2013).
En mars 1987, les Tchadiens, avec l’appui sur le terrain du service Action de la DGSE et des renseignements provenant de la CIA et du Mossad, capturent la base aérienne de Ouadi Doum, protégée par des champs de mines, des chars, des véhicules blindés et 5 000 soldats des forces armées de la Jamahiriya arabe libyenne. La chute du village de Ouadi Doum est une défaite cuisante pour la Libye, qui s'en servait comme sa principale base lors du conflit. Les troupes libyennes se retrouvent bientôt isolées et Hissène Habré décide de porter le coup final à Kadhafi en expulsant les Libyens de la bande d'Aozou.
En août 1987, les Tchadiens prennent Aozou. En représailles, la Libye bombarde les villes tchadiennes du nord. L'appel de Habré demandant une intervention de l'Armée de l'Air française n'est pas entendu par le président français François Mitterrand qui souhaite une médiation internationale quant au sort de la bande d'Aozou.
Le 5 septembre 1987, les Tchadiens montent une attaque surprise contre la base aérienne libyenne de Maaten al-Sarra. Environ 1 000 soldats libyens sont tués, 300 autres capturés et plusieurs centaines sont contraints de s'enfuir dans le désert. Le Tchad affirme avoir détruit 32 aéronefs dont des MiG-21, MiG-23, Soukhoï Su-22 et des hélicoptères d'attaque Mil Mi-24.
Ce raid n'a pas été soutenu par la France, qui a refusé de fournir des renseignements et de la logistique aux forces armées nationales tchadiennes. Les États-Unis, qui avaient passé un contrat de 32 millions de dollars américains d'armes (dont des missiles anti-aériens FIM-92 Stinger) avec l'armée tchadienne, se sont quant à eux félicités de la reprise du nord du pays. 
Après des ultimes attaques aériennes libyennes, dont une à l'ypérite, menées en représailles le 10 septembre 1987, un premier cessez-le-feu a lieu le 11 septembre 1987 à 11 heures,. Les opérations aériennes libyennes seront reprises toutefois plus tard.
En mars 1988, le colonel Kadhafi accepte finalement un cessez-le-feu définitif et dit « faire un cadeau à l'Afrique » en reconnaissant Hissène Habré. Quelques violations mineures du cessez-le-feu continueront en revanche d'avoir lieu. Le 3 octobre, les relations formelles entre le Tchad et la Libye sont rétablies. Le différend portant sur la bande d'Aozou est porté devant la Cour internationale de justice, qui donne son verdict le 3 février 1994 en faveur du Tchad.

### L'opération Mount Hope III (1988)

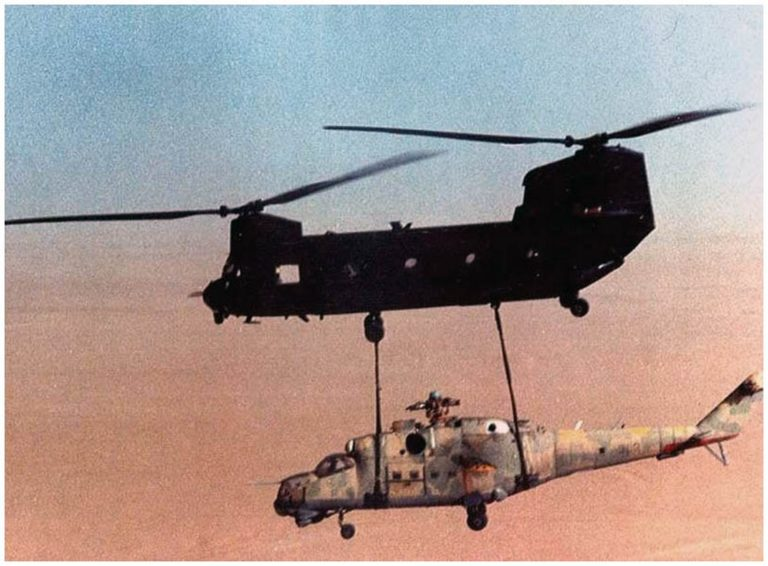
Un Chinook de la Compagnie E du 160th SOAR transportant sous élingues l'hélicoptère Mi-25 Hind libyen capturé lors de l’opération Mount Hope III.

Mount Hope III est le nom de code d'une opération de l'United States Army en juin 1988, menée par la 160th Special Operations Aviation Regiment (Airborne) et effectuée grâce à l'utilisation de deux Boeing CH-47 Chinook avec l'accord du gouvernement tchadien et qui consistait en la récupération d'un Mil Mi-24 libyen abandonné. L'opération, exécutée pendant la nuit, aurait visé probablement à étudier l'aéronef de conception soviétique.

## Les revendications et motivations libyennes.
Pour justifier l'annexion d'Aozou aux yeux de la communauté internationale, le colonel Kadhafi va mettre en avant les liens historiques qui ont existé entre les régions nord du Tchad et la Libye, avec deux arguments principaux.
Il revendique d'une part l'accord Mussolini-Laval de 1935. Cet accord bilatéral entre les puissances coloniales respectives de la Libye et du Tchad, l'Italie et la France, prévoit la cession de la bande d'Aozou à la Libye italienne. Cependant, bien que signé, cet accord n'est pas ratifié par le Parlement italien, qui laisse donc le projet en suspens, et qui est abandonné avec le déclenchement de la Seconde Guerre mondiale. Ce projet ne se basait absolument pas sur des considérations historique ou ethnique, mais visait à éviter le rapprochement entre l'Italie fasciste et l'Allemagne nazie. Ce traité devait ainsi satisfaire les revendications italiennes, déçus de n'avoir reçu aucun territoire dans le partage de l'empire colonial allemand en 1919.
L'autre revendication historique s'attache elle à l'époque précoloniale. En effet, Kadhafi revendique le fait que les habitants de la région d'Aozou reconnaissaient la suzeraineté et payaient l'impôt à la confrérie Sanusiyya. De plus, la confrérie  développe au long du XIXe siècle un réseau de colonies de commerce et d'enseignement coranique dans l'espace sahélien, les zawiyas, et en 1899 installe son siège à Gouro dans le centre-est du Tchad actuel. 
L'intérêt principal découlant de l'annexion de la bande d'Aozou pour la Libye n'est pas économique. En effet, depuis la fin des années 1950, on suspecte la présence dans la région de pétrole, de manganèse et d'uranium. Une mission géologique soviétique de 1972 renforce cette idée et, semble-t-il, en informe davantage Kadhafi que Tombalbaye. Or, un des grands projets du colonel libyen est de développer un programme nucléaire pour doter son pays de l'énergie et de l'arme nucléaire. Cependant, sur les vingt et une années de présence libyenne à Aozou, aucune construction d'infrastructure d'extraction des ressources souterraines n'a été entreprise. La présence libyenne dans la bande d'Aozou a donc été principalement militaire.
Finalement, l'annexion de la bande d'Aozou fournit surtout à l'armée libyenne une base sur le territoire tchadien. Le principal intérêt libyen est donc d'installer au Tchad un gouvernement pro-Kadhafi, afin d'imposer la Libye comme un acteur de premier ordre sur le continent africain.
C'est la pression internationale qui pousse Kadhafi à se retirer du Tchad après 1987. En effet, les États-Unis se font de plus en plus menaçants à son égard et son protecteur soviétique ne cherche plus à le protéger. Il est isolé à l'international du fait de son soutien à plusieurs organisations terroristes ou encore sa fortement suspectée organisation de l'attentat de Lockerbie en 1988. De plus la coalition internationale, qui se forme en 1990 contre l'Irak de Saddam Hussein, lui donne des raisons de craindre que la Libye puisse subir un sort similaire. Aussi, quand la cour de justice internationale de La Haye rend son verdict en 1994, Kadhafi s'exécute-t-il sans contester le jugement.

## Interventions des deux blocs
Le conflit tchado-libyen se déroule durant une période de forte tensions de la guerre froide. Il sous-tend une lutte des blocs pour l'hégémonie sur le continent africain.
Du côté soviétique, et notamment sous Brejnev (1966-1982), se forme le projet d'un continent africain communiste ou d'inspiration socialiste allié à l'URSS, ce qui fait de la Libye, par les inspirations socialistes du régime du colonel Kadhafi le partenaire régional idéal. Le soutien soviétique se concrétise notamment par la livraison d'armement de pointe pour l'armée libyenne : aviation militaire (MiG-21, MiG-23BN/MS/ML, Aero L-39 Albatros, Antonov An-26) ; lanceurs de missiles (S-75 Dvina, SA-6 Gainful), blindés (T-72, T-62, T-55, BMP-1, BTR-50). Il faut y ajouter l'envoi d'experts et de conseillers militaires soviétiques et est-allemands en Libye. Cependant, après 1985, le rapprochement URSS - États-Unis initié par Gorbatchev met un terme au projet soviétique en Afrique, et la Libye, sans protecteur commence d'ores et déjà à refluer sur la scène internationale.
Du point de vue américain, il faut limiter au maximum l'influence de l'URSS sur le continent et isoler ses alliés au milieu de régimes anticommunistes. Et si la puissance américaine n'intervient que tardivement dans le conflit tchado-libyen, elle a déjà bien préparé le terrain dans les années 1970 en isolant la Libye vis-à-vis de ses voisins, notamment égyptien et, après le retrait soviétique, elle n'a besoin que d'une intervention réduite et indirecte pour faire flancher Kadhafi.
Enfin, la république française fournit en armes les deux camps. D'une part, par les accords de coopération signés à l'indépendance du Tchad, elle est le premier partenaire de son ancienne colonie dans le domaine militaire. Ainsi, 310 formateurs militaires de l'armée française sont en permanence à N'Djaména, rattachés à l’état-major tchadien. En même temps, la France est un important fournisseur d'armes pour l'armée libyenne : un contrat prévoyant la livraison de 100 Mirages est signé en 1970 entre le colonel Kadhafi et le président Pompidou. Il faut attendre 1983 pour que le président français François Mitterrand n'impose un embargo sur la vente d'armes à la Libye, qui est allégé en 1988 avec la reprise des relations diplomatiques entre le Tchad et la Libye.